# 鄂尔多斯右翼前末旗
鄂尔多斯右翼前末旗，俗稱「扎薩克旗」，中國清代、民國時期內蒙古舊旗名。該旗存在期間屬伊克昭盟。

## 历史
清朝乾隆元年（1736年）以鄂尔多斯部置。游牧于右翼前旗之北地方，或说治所在今内蒙古自治区伊金霍洛旗南新街。属伊克昭盟。1949年按其俗称改名扎萨克旗（Засаг хошуу）。1959年与郡王旗合并为伊金霍洛旗。

## 鄂尔多斯右翼前末旗扎萨克一等台吉世系
1. 定咱喇什（衮必里克五子布扬古七世孙）：1736年（清乾隆元年），清廷从鄂尔多斯右翼前旗划出一部分，另设鄂尔多斯右翼前末旗，授一等台吉定咱喇什为札萨克。1744年卒。
2. 衮布喇什（定咱喇什长子）1744年袭位。1762年卒
3. 旺扎勒车布登多尔济（衮布喇什长子）1762年袭位。1809年卒
4. 噶尔桑济克嘧特多尔济（旺扎勒车布登多尔济子）1809年袭位。1817年卒
5. 色楞多济特（噶尔桑济克嘧特多尔济子）1817年袭位。1838年卒
6. 鞥克巴雅尔（色楞多济特子）1838年袭位。1858年卒
7. 扎那巴兰扎（鞥克巴雅尔弟）1858年袭位。1890年卒
8. 克什克达赉：1890年袭位。1897年卒
9. 沙克都尔扎布（克什克达赉的养子，俗称“沙王”）：1897年袭位。1945年卒。
10. 鄂其尔呼雅克图（沙克都尔扎布长子）：1931年袭位。